# Pere de Cardona i de Luna
|  | Aquest article tracta sobre Pere de Cardona, bisbe de Lleida. Vegeu-ne altres significats a «Pere de Cardona (desambiguació)». |

Monsenyor Pere de Cardona (? - Lleida, 9 de desembre de 1411) va ser bisbe de Lleida (1407-1411).
Fill d'una família destacada de la noblesa catalana, els seus pares eren Hug Folc de Cardona i Beatriu de Luna.
Enmig del compromís de Casp, la família Cardona era partidària del comte d'Urgell, més conegut com a Jaume el Dissortat o el Desditxat.
El bisbe Cardona participà de manera activa en aquella contesa civil, però no en va veure el final, ja que morí l'any 1411. En aquella guerra civil, els d'Urgell van perdre; qui en van sortir victoriosos van ser els partidaris de Ferran d'Antequera.
El 15 de juliol de 1411 poc abans de morir, Pere de Cardona va promulgar unes constitucions que actualitzaven les que hi havia a l'església lleidatana.
Fou un dels prelats turbulents –no sols ell- en aquelles baralles ciutadanes i del regne d'Aragó. Lleida vivia la lluita ben dividida entre dues bandes: els navesos, capitanejats per Simó de Navés; i els comesos, sota la direcció de Pere de Sescomes. Aquests partidaris de l'oligarquia lleidatana, que manava a la Paeria, estaven allunyats dels interessos del comte d'Urgell. Mentre que el bisbe, Pere Cardona, era partidari de Jaume, comte d'Urgell.
La Paeria controlava els moviments, viatges i tractes del bisbe, amb qui fos i on fos. Sobretot controlaven els seus desplaçaments a la localitat d'Agramunt, on hi solia residir el comte d'Urgell.
A la vegada va néixer una nova font de discòrdia a la Floresta. Una part de les terres eren del rei, i l'altra del comte de Cardona. La discussió versava sobre qui era l'amo de les terres reial de Castellots i de les Borges Blanques d'Urgell. Les discòrdies territorials no van acabar amb la mort del bisbe, sinó quan Jaume d'Urgell fou empresonat per Ferran d'Antequera.
D'una lletra dels seus temps: Segons nos stat dit, lo senyor Bisbe d'aquesta Seu es partit vuyt d'ací e es anat al senyor comte d'Urgell a Agramunt, fieyentse anar a Bellpuig.